# Capricci d'amore
Capricci d'amore è un film diretto da Guido Brignone, prodotto nell'agosto 1917 dalla Volsca Films, con Lola Visconti Brignone.